# Élections législatives monténégrines de 2012
Les élections législatives monténégrines de 2012 (en monténégrin : Избори за посланике у Скупштину Црне Горе 2012) se tiennent le dimanche 14 octobre 2012, afin d'élire les 81 députés de la IXe législature du Parlement, pour un mandat de quatre ans.
La coalition Monténégro européen formée autour du Parti démocratique socialiste l'emporte à la majorité relative. L'ancien Premier ministre Milo Đukanović revient une dernière fois au pouvoir après s'être associé avec plusieurs partis des minorités ethniques.

## Contexte
Au cours des élections législatives anticipées du 29 mars 2009, la coalition Monténégro européen (ECG), constituée autour du Parti démocratique socialiste (DPS) du Premier ministre Milo Đukanović, remporte 51,9 % des voix et 48 sièges à pourvoir sur 81. Arrivé en deuxième, le Parti socialiste populaire du Monténégro (SNP) redevient, avec 16,9 % des suffrages et 16 députés, la principale force de l'opposition.
Au mois de décembre 2010, après que le Monténégro a obtenu le statut de candidat à l'adhésion à l'Union européenne, Đukanović démissionne, restant toutefois président du DPS. Il est remplacé à la présidence du gouvernement par son ministre des Finances, Igor Lukšić, âgé de seulement 34 ans.
Le 26 juillet 2012, le Parlement approuve par 47 voix pour et 27 contre sa propre dissolution et la tenue d'élections législatives anticipées de six mois. Cette décision, soutenue par le Parti démocratique socialiste, le Parti social-démocrate, le Parti bosniaque et l'Union démocratique des Albanais, est justifiée par la nécessité pour le Monténégro de disposer d'un gouvernement ayant un mandat de quatre ans pour négocier l'adhésion du pays à l'Union européenne, alors que les négociations se sont ouvertes un mois auparavant. Elle est critiquée par l'opposition, qui y voit un moyen pour la coalition au pouvoir de faire voter les Monténégrins avant l'adoption de mesures d'austérité budgétaire forcément impopulaires au sein de l'électorat.

## Système électoral

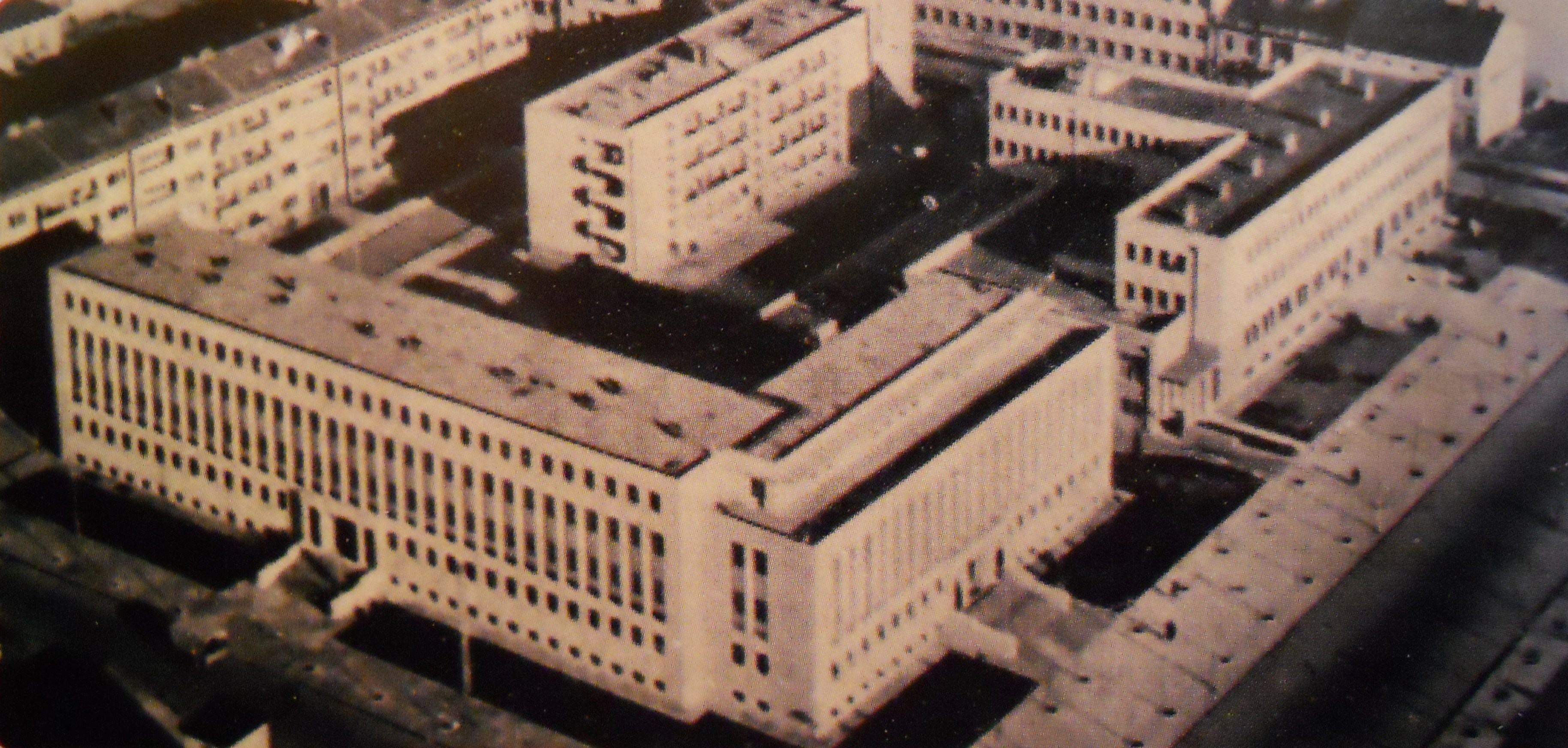
Le bâtiment du parlement à Podgorica.

Le Parlement du Monténégro est un parlement unicaméral doté de 81 sièges pourvus pour quatre ans au scrutin proportionnel plurinominal avec listes bloquées dans une unique circonscription électorale nationale.
Les sièges sont répartis selon la méthode d'Hondt à tous les partis ayant franchi le seuil électoral de 3 % des suffrages exprimés. Les partis représentant une minorité ethnique dont les membres totalisent au moins 15 % de la population d'un district sont cependant en partie affranchis de ce seuil, celui ci étant alors abaissé à 0,7 %, pour un maximum de trois sièges. Pour les partis représentant la minorité croate, il descend à 0,35 % et donne droit à un siège.

## Campagne

### Principales forces politiques
| Force | Force                                                     | Chef de file   | Idéologie                                                           | Résultats en 2009          |
| ----- | --------------------------------------------------------- | -------------- | ------------------------------------------------------------------- | -------------------------- |
|       | Monténégro européen Европскa Црна Горa                    | Milo Đukanović | Centre gauche Social-démocratie, europhilie                         | 52 % des voix 44 députés   |
|       | Parti socialiste populaire Социјалистичка народна партија | Srđan Milić    | Centre gauche à droite Social-démocratie, conservatisme, europhilie | 16,8 % des voix 16 députés |
|       | Front démocratique Демократски фронт                      | Miodrag Lekić  | Droite National-conservatisme, souverainisme, russophilie           | 15,3 % des voix 13 députés |

## Résultats

### Voix et sièges
|                           |                                        |                                        |         |       |      |               |               |
| Partis                    | Partis                                 | Partis                                 | Voix    | %     | +/-  | Sièges        | +/-           |
|                           |                                        | Parti démocratique socialiste (DPS)    | 165 380 | 46,33 | 5,61 | 32            | 3             |
|                           | Parti social-démocrate (SDP)           | 6                                      | 165 380 | 46,33 | 5,61 | 3             |               |
|                           | Parti libéral (LP)                     | 1                                      | 165 380 | 46,33 | 5,61 | 1             |               |
| Monténégro européen (ECG) | Monténégro européen (ECG)              | 39                                     | 165 380 | 46,33 | 5,61 | 5             |               |
|                           |                                        | Nouvelle démocratie serbe (NSD)        | 82 773  | 23,19 | 7,93 | 8             | en stagnation |
|                           | Mouvement pour les changements (PZP)   | 5                                      | 82 773  | 23,19 | 7,93 | en stagnation |               |
|                           | Parti populaire démocratique (DNP)     | 3                                      | 82 773  | 23,19 | 7,93 | 3             |               |
|                           | Parti des travailleurs (RP)            | 1                                      | 82 773  | 23,19 | 7,93 | 1             |               |
|                           | Parti démocratique de l'unité (DSJ)    | 1                                      | 82 773  | 23,19 | 7,93 | 1             |               |
|                           | Indépendants                           | 2                                      | 82 773  | 23,19 | 7,93 | 2             |               |
| Front démocratique (DF)   | Front démocratique (DF)                | 20                                     | 82 773  | 23,19 | 7,93 | 7             |               |
|                           | Parti socialiste populaire (SNP)       | Parti socialiste populaire (SNP)       | 40 131  | 11,24 | 5,60 | 9             | 7             |
|                           | Monténégro positif (PCG)               | Monténégro positif (PCG)               | 29 881  | 8,37  | Nv   | 7             | 7             |
|                           | Parti bosniaque (BS)                   | Parti bosniaque (BS)                   | 15 124  | 4,24  | N/a  | 3             | en stagnation |
|                           | Unité serbe (SD)                       | Unité serbe (SD)                       | 5 275   | 1,48  | Nv   | 0             | en stagnation |
|                           | Pour l'unité (ZJ)                      | Pour l'unité (ZJ)                      | 5 244   | 1,47  | 0,25 | 1             | 1             |
|                           | Coalition albanaise (AK)               | Coalition albanaise (AK)               | 3 824   | 1,07  | 0,22 | 1             | en stagnation |
|                           | Alliance nationale serbe (SNS)         | Alliance nationale serbe (SNS)         | 3 085   | 0,86  | N/a  | 0             | en stagnation |
|                           | Union démocratique des Albanais (UDSh) | Union démocratique des Albanais (UDSh) | 2 848   | 0,80  | 0,67 | 0             | 1             |
|                           | Initiative civique croate (HGI)        | Initiative civique croate (HGI)        | 1 470   | 0,41  | N/a  | 1             | en stagnation |
|                           | Autres                                 | Autres                                 | 1 915   | 0,54  | -    | 0             | en stagnation |
|                           |                                        |                                        |         |       |      |               |               |
| Votes valides             | Votes valides                          | Votes valides                          | 356 950 | 98,41 |      |               |               |
| Votes blancs et invalides | Votes blancs et invalides              | Votes blancs et invalides              | 5 764   | 1,59  |      |               |               |
| Total                     | Total                                  | Total                                  | 362 714 | 100   | -    | 81            | en stagnation |
| Abstention                | Abstention                             | Abstention                             | 151 341 | 29,44 |      |               |               |
| Inscrits / participation  | Inscrits / participation               | Inscrits / participation               | 514 055 | 70,56 |      |               |               |